# Charmes-sur-l'Herbasse
 Charmes-sur-l'Herbasse  là một xã trong tỉnh Drôme trong vùng Auvergne-Rhône-Alpes đông nam nước Pháp. Xã Charmes-sur-l'Herbasse nằm ở khu vực có độ cao trung bình 251 mét trên mực nước biển.